# Michèle Mani
Madeleine Michèle Ngono Mani (* 16. Oktober 1983 in Mvaa) ist eine kamerunische Fußballspielerin.

## Karriere
Ngono Mani begann ihre Karriere für Lorema FC und wechselte 2001 zu Canon de Yaoundé. Im Sommer 2003 verließ sie ihre Heimat und unterschrieb in Frankreich beim RC Saint-Étienne aus der Division 1 Féminine. Sie spielte fünf Jahre für Saint-Étienne, bevor sie zu ASJ Soyaux wechselte. In Soyaux hatte Ngono mit Verletzungen zu kämpfen und kam nur in der Saison 2009/2010 im ersten Team zum Einsatz, in der Saison 2010/2011 spielte sie lediglich im Reserve team. Nach einem enttäuschenden zweiten Jahr bei Soyaux, wechselte sie am 12. Juli 2011 zu FCF Monteux. Nachdem sie sich bei FCF Monteaux in den ersten 4 Saisonspielen, gute Leistungen brachte, wechselte sie am 16. November 2011 zurück ins französische Oberhaus zu EA Guingamp.

## International
Im Juli 2012 wurde sie für die Olympischen Sommerspiele 2012 in London nominiert.